# NGC 5107
NGC 5107 ist eine Balkenspiralgalaxie vom Hubble-Typ SBcd im Sternbild der Jagdhunde am Nordsternhimmel und etwa 45 Millionen Lichtjahre von der Milchstraße entfernt.
Sie wurde am 17. März 1787 vom deutsch-britischen Astronomen Wilhelm Herschel mit einem 18,7-Zoll-Spiegelteleskop entdeckt, der sie dabei mit „vF, S, E nearly in the meridian“ beschrieb.